# Okręgowe rozgrywki w piłce nożnej woj. białostockiego (1923)
Drużyny z województwa białostockiego występują w rozgrywkach okręgu wileńskiego
Okręgowe rozgrywki w piłce nożnej województwa białostockiego prowadzone są przez Wileński Okręgowy Związek Piłki Nożnej. 
Mistrzostwo Okręgu Wileńskiego zdobyła drużyna Laudy Wilno.

| Rozgrywki | Poziomy rozgrywkowe w sezonie 1923 | Poziomy rozgrywkowe w sezonie 1923 | Poziomy rozgrywkowe w sezonie 1923 | Poziomy rozgrywkowe w sezonie 1923 | Poziomy rozgrywkowe w sezonie 1923 | Poziomy rozgrywkowe w sezonie 1923 | Poziomy rozgrywkowe w sezonie 1923 |
| --------- | ---------------------------------- | ---------------------------------- | ---------------------------------- | ---------------------------------- | ---------------------------------- | ---------------------------------- | ---------------------------------- |
| Centralne | I poziom ligowy                    | Mistrzostwa Polski                 | Mistrzostwa Polski                 | Mistrzostwa Polski                 | Mistrzostwa Polski                 | Mistrzostwa Polski                 | Mistrzostwa Polski                 |
| Okręgowe  | II poziom ligowy                   | Klasa A (Wilno)                    | Klasa A (Wilno)                    | Klasa A (Wilno)                    | Klasa A (Wilno)                    | Klasa A (Wilno)                    | Klasa A (Wilno)                    |
| Okręgowe  | III poziom ligowy                  | Klasa B - gr.I                     | Klasa B - gr.I                     | Klasa B - gr.II                    | Klasa B - gr.II                    | Klasa B - gr.III                   | Klasa B - gr.III                   |

## Klasa A (Wileńska) - II poziom rozgrywkowy
| Poz. | Drużyna           | M | Z | R | P | Bramki | Punkty |
| ---- | ----------------- | - | - | - | - | ------ | ------ |
| 1    | Lauda Wilno       | 4 | 3 | 1 | 0 | 12-3   | 7      |
| 2    | WKS 1PP Wilno (b) | 4 | 2 | 1 | 1 | 9-4    | 5      |
| 3    | WKS Wilno         | 4 | 0 | 0 | 4 | 2-16   | 0      |

- Miejsce AZS zajął WKS 1 PP Wilno.
- Przed sezonem Strzelec Wilno zmienił nazwę na Lauda Wilno. Stało się to za sprawą fuzji z AZS-em Wilno[1]. Tym samym klub wyszedł z opieki KBW i zarejestrował się jako Towarzystwo Sportowe Lauda. Tylko najlepsi gracze Strzelca zasilili Laudę, pozostali zawodnicy jeszcze do końca 1923 roku grali jako ZBK Strzelec. Drużyna Strzelca ostatecznie została wcielona do PCK (Polski Czerwony Krzyż) Sparta[2].
- Po sezonie Lauda Wilno łączy się z WKS 6PP Wilno tworząc nowy klub o nazwie Wilja Wilno.
- Po sezonie WKS Wilno zmienia nazwę na WKS Pogoń Wilno
- Nikt nie spadł do klasy B.

Mecze

- 15.04. - Lauda : WKS 1PP 2:2
- 20.04. - WKS 1PP : WKS 3:1
- 22.04. - WKS : Lauda 0:4
- 13.05. - Lauda : WKS  5:1
- ?.06. - WKS 1PP : Lauda 0:1
- 23.06. - WKS : WKS 1PP 0:4

## Klasa B – III poziom rozgrywkowy
Eliminacje do klasy A
| Poz. | Drużyna       | M | Z | R | P | Bramki | Punkty |
| ---- | ------------- | - | - | - | - | ------ | ------ |
| 1    | WKS Grodno    |   |   |   |   |        |        |
| 1    | WKS II Wilno  |   |   |   |   |        |        |
| ?    | WKS 5PP Wilno |   |   |   |   |        |        |
| ?    | WKS Słonim    |   |   |   |   |        |        |

- Rozgrywki przeprowadzone we wrześniu i październiku 1923r.

Grupa wileńska

Po analizie meczów i rozkładu drużyn wynika, że rozgrywki wileńskiej grupy klasy B mogły rozgrywać się w dwóch grupach. W artykule zamieszczonym na łamach czasopisma Stadjon czytamy o jednej grupie wileńskiej klasy B z siedmioma zespołami. Z późniejszych wyników dowiadujemy się co najmniej o dziesięciu drużynach. Tak duża grupa w tamtym czasie była mało prawdopodobna, dodatkowa za dwoma grupami przemawia także fakt, że w eliminacyjnych parach spotkały się 4 zespoły, a dwa z nich pochodziły z Wilna.

Zespoły uporządkowane w poszczególnych grupach toczyły ze sobą mecze, wyniki są szczątkowe, ale znamy zwycięzców grup.
| Grupa I | Grupa I         | Grupa I | Grupa I | Grupa I | Grupa I | Grupa I | Grupa I |
| Poz.    | Drużyna         | M       | Z       | R       | P       | Bramki  | Punkty  |
| ------- | --------------- | ------- | ------- | ------- | ------- | ------- | ------- |
| 1       | WKS 5PP Wilno   |         |         |         |         |         |         |
| ?       | WKS 3PAC Wilno  |         |         |         |         |         |         |
| ?       | WKS Słonim      |         |         |         |         |         |         |
| ?       | Lauda III Wilno |         |         |         |         |         |         |
| ?       | Harcerze Wilno  |         |         |         |         |         |         |

| Grupa II | Grupa II       | Grupa II | Grupa II | Grupa II | Grupa II | Grupa II | Grupa II |
| Poz.     | Drużyna        | M        | Z        | R        | P        | Bramki   | Punkty   |
| -------- | -------------- | -------- | -------- | -------- | -------- | -------- | -------- |
| 1        | WKS II Wilno   |          |          |          |          |          |          |
| 2        | Lauda II Wilno |          |          |          |          |          |          |
| 3        | Makabi Wilno   |          |          |          |          |          |          |
| 4        | WKS 77PP Lida  |          |          |          |          |          |          |
| 5        | WKS 85PP Wilno |          |          |          |          |          |          |

- Drużyny 77PP i 85PP wycofały się w trakcie rozgrywek[4].

Grupa grodzieńska
| Poz. | Drużyna         | M | Z | R | P | Bramki | Punkty |
| ---- | --------------- | - | - | - | - | ------ | ------ |
| 1    | WKS Grodno      |   |   |   |   |        |        |
| 2    | ŻKS Grodno      |   |   |   |   |        |        |
| 3    | WKS 76PP Grodno |   |   |   |   |        |        |
| 4    | WKS 91PP Grodno |   |   |   |   |        |        |
| 5    | SWGS Grodno     |   |   |   |   |        |        |

- WKS Grodno po sezonie związał się z 29PAC Grodno.Nie jest to WKS Grodno powstały z 76PP.
- SWGS to Szkoła Wojskowa Gimnastyczno Sportowa
- Kolejność tabeli prawidłowa, brak wyników spotkań[5].

Grupa białostocka

Podokręg białostocki planowo miał wystąpić w rozgrywkach klasy B Wileńskiego Okręgu. Nie jest znany przebieg rozgrywek, ani dokładna liczba zespołów uczestniczących. Brakuje także danych co do uczestnistwa drużyny z Białegostoku w eliminacjach do klasy A, co może oznaczać rezygnację, bądź brak rozgrywek w tej grupie.
| Poz. | Drużyna            | M | Z | R | P | Bramki | Punkty |
| ---- | ------------------ | - | - | - | - | ------ | ------ |
| ?    | BOSO Białystok     |   |   |   |   |        |        |
| ?    | Strzelec Białystok |   |   |   |   |        |        |
| ?    | (Białostoczanka)   |   |   |   |   |        |        |
| ?    | (ŻKS Białystok)    |   |   |   |   |        |        |

- W nawiasie – brak pewności co do występowania drużyny w rozgrywkach.